# Bobo-Dioulasso
Bobo-Dioulasso es la segunda ciudad en importancia de Burkina Faso después de la capital, Uagadugú.
Está construida por ambas partes del río Oue, que da su nombre a la provincia. Se encuentra unos 310 km al suroeste de Uagadugú, y es un centro comercial e industrial con molinos de cacahuete (maní), fábricas de jabón, despepitadoras de algodón y fábricas de telas. 
Fue la terminal de ferrocarril que unía la antigua capital de Costa de Marfil, Abiyán, con la del Alto Volta (el antiguo nombre de Burkina Faso) de 1934 a 1954, durante la administración colonial del África Occidental Francesa.
El nombre es formado para reconciliar las etnias bobo y dioula.

## Lugares de interés

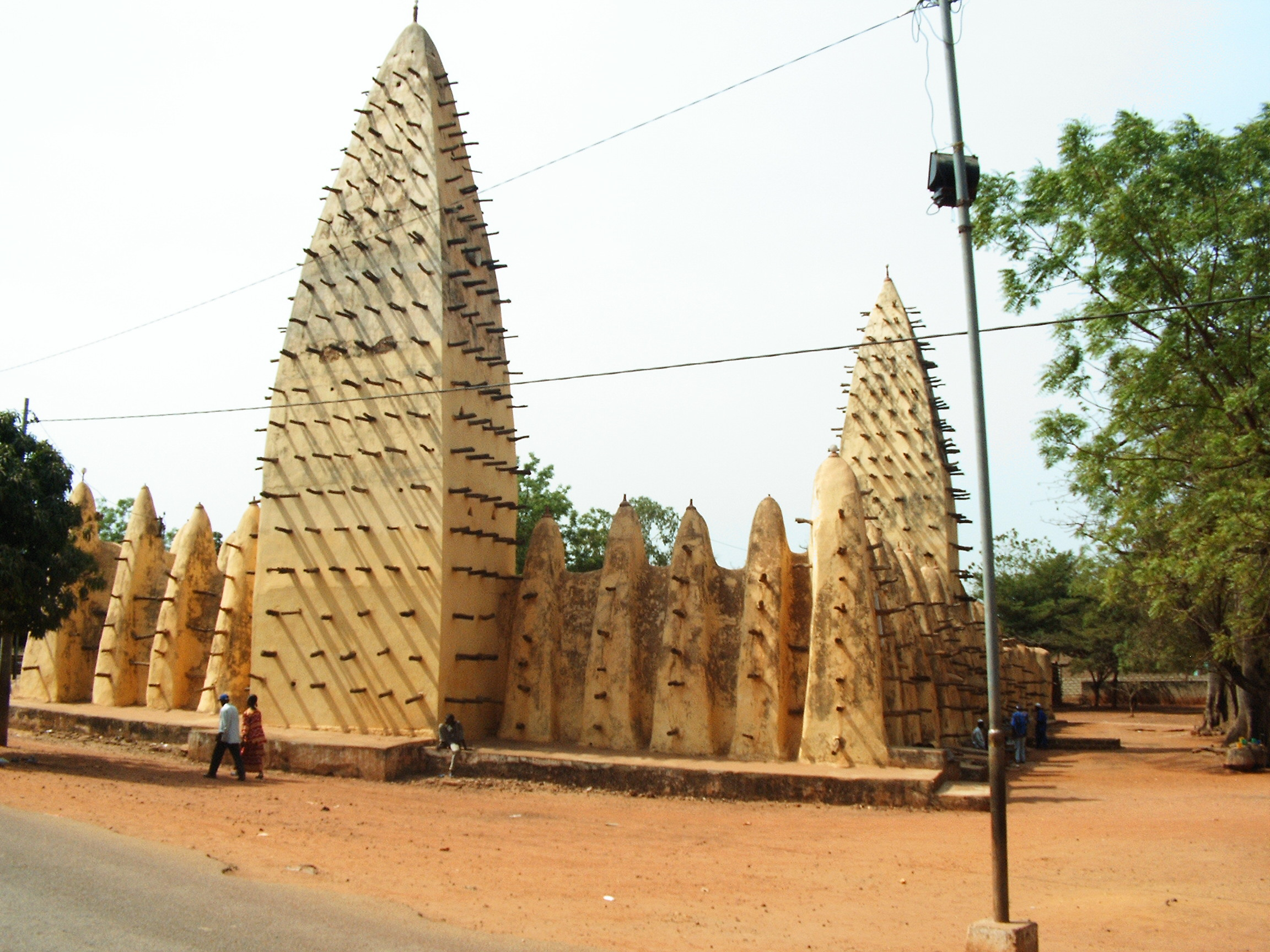
Gran Mezquita de Bobo-Dioulasso.

Bobo-Dioulasso es famosa por su gran mezquita construida en 1880 con barro siguiendo el típico estilo sudanés. Otros lugares importantes son el palacio Konsa y el lago de peces, sagrado según la religión tradicional local. También encontramos un museo, un zoológico y un mercado de cerámica.